# Don’t Bore Us, Get to the Chorus!
A Don't Bore Us, Get to the Chorus! a svéd Roxette legnagyobb slágereket tartalmazó albuma, melyet az EMI kiadó 1995. október 30-án jelentetett meg mindhárom hanghordozón. A lemez tartalmazza a duó négy amerikai Billboard Hot 100-as listáján szereplő első helyezést elért dalokat, úgy mint a The Look, Listen to Your Heart, It Must Have Been Love és a Joyride című dalokat, valamint két második helyezett dalt a Dangerous, és a Fading Like a Flower (Every Time You Leave Me)  című dalokat. Ezen az albumon hallható először a You Don’t Understand Me, June Afternoon és a She Doesn’t Live Here Anymore című dal. Az album címe a Motown megalapítójának, Berry Gordynak az idézetén alapszik.
Az album sikeres volt, és világszerte több mint 2 millió példányt értékesítettek a kiadástól számított 2 hónapon belül. 2001-től az album eladása világszerte meghaladta a 6 millió példányt, azonban a lemezt 2000. szeptember 26-ig nem jelentették meg az Egyesült Államokban. Az amerikai kiadás egy megváltozott számlistával jelent meg, és kizárta azokat a kislemezeket, melyek soha nem jelentek meg az Egyesült Államokban. Az albumra került fel két dal, mely a  Have a Nice Day című 1999-ben megjelent stúdióalbumon is hallható.

## Előzmények
A Roxette 4 új dalt vett fel a lemezre, melyek közül három kislemezen is megjelent. A "You Don't Understand Me" az album első vezető kislemezeként jelent meg 1995 októberében.  A dalt Gessle és az amerikai zeneszerző Desmond Child írták, eredetileg más művészeknek szánták a dalt. Gessle azonban annyira elégedett volt a dallal, hogy kérte Fredrikssont, hogy énekeljen a dalra. Ez volt az egyetlen olyan dal a Roxette történetében, melyet egy "kívülálló" zeneszerző írt. Az Egyesült Királyságban a "The Look" remix változata a The Look '95 novemberben jelent meg, mely a 28. helyezett volt a slágerlistán. Azonban ez a változat albumra nem került fel.
A June Afternoon és a "She Doesn't Live Here Anymore" című dalok szintén megjelentek kislemezen,  melyet Gessle korábbi együttese a Gyllene Tider tagjai vettek fel. A dalok Belgiumban, Svédországban, és Svájcban Top 40-es slágerek voltak, míg Németországban a 7. helyezett volt. Az "I Don't Want to Get Hurt" című dal promóciós kislemezként jelent meg Brazíliában, ahol sláger volt. Az albumon szerepel még a korábban albumon nem publikált It Must Have Been Love című dal, mely a Micsoda nő! című film betétdalaként lett híres, továbbá az Almost Unreal című dal a Super Mario Bros. 1993-as film zenéjéből.  

## Kritikák
| Értékelések |           |
| Értékelő    | Értékelés |
| Aftonbladet | [ 7 ]     |
| AllMusic    | [ 8 ]     |

Bryan Russ az AllMusic kritikusa az album kapcsán elmondta, hogy Per Gessle és Marie Fredriksson popmesterek, és a 80-as 90-es évek legjobb dallamait készítették. Minden zeneszámot drágakőnek nevezett. Az album egy nagyszerű kortárs zene  átfogó gyűjteménye. A Renowned for Sound című szaklap dicsérte a lemezt, mint a legnagyobb válogatáslemezt. Brendon Veevers szerkesztő a zenekar legszebb darabjainak titulálta a válogatáslemez dalait. Ronny Olovsson az Aftonbladet svéd újságtól kiemelte a dalokat, és ugyanolyan erősnek, dallamosnak nevezte azokat, mint a legnagyobb slágereiket, melyek sosem öregszenek el.

## Sikerek
Az album azonnali kereskedelmi siker volt Európában. A Billboard European Album listán a 3. helyen debütált. 1996-ban az IFPI platina státusszal jutalmazta a több mint 1.000.000 eladott példányszám alapján. Portugáliában első helyezett volt az album, azonban Ausztriában, Dániában, Finnországban, Írországban, Skóciában, Svédországban, Svájcban és az Egyesült Királyságban Top 5-ös slágerlistás helyezést ért el az album. Németországban a 7. helyig sikerült jutnia a slágerlistán. A BVMI az 500.000 eladott példányszám alapján platina helyezéssel jutalmazta az eladások alapján az albumot. Olaszországban a 7. helyezést érte el és az év 40. legkelendőbb albumának egyike volt. A válogatáslemezből a kiadástól számított két hónapon belül több mint 2 millió eladott példányszám talált gazdára.
Az album Óceániában is sikeres volt. Japánban és Új-Zélandon is Top 10-es helyezés volt. Mindkét országban platina státuszt kapott a 200.000 illetve a 15.000 példányszám alapján. Az album 1995 végén jelent meg Ausztráliában, kezdetben nem volt túl sikeres, azonban az EMI Australia elkezdte reklámozni az albumot 1996. közepén, és az album 10. helyezést ért el. Az ARIA dupla platina helyezéssel jutalmazta az album 140.000 példányszámú eladást. Az országban 1996-ban ez volt a 35. legkelendőbb album.

### Észak Amerikai megjelenés
Az album eredeti változata nem jelent meg az Egyesült Államokban, azonban Kanadában kiadták, ahol a 40. helyezést érte el, és a Music Canada az 50.000 eladott példányszám alapján arany státusszal jutalmazta az albumot. Az album 2000 végén megjelent az Államokban egy módosított számlistával, melyből az összes új dalt kihagyták. A "You Don't Understand Me" mellett az Egyesült Államokban soha ki nem adott kislemez dalokat is kihagyták a válogatásból, úgy mint a The Big L., és a Vulnerable. Ezek helyett a "Joyride" című 3. album 5. és egyben utolsó kislemeze, a "Church of Your Heart" című dal került a lemezre, mely 1992-ben a Billboard 200-as listán a 36. lett. Az 1999-es Have a Nice Day  című albumról a Stars, és a Wish I Could Fly című dalok is színesítették az albumot. Ez utóbbi a 24. helyezett volt a Billboard Adult Contemporary listán, és 40. az Adult Pop Songs listán.
Az albumból 2005 óta 78.000 darabot adtak el az Egyesült Államokban. Világszerte 6 millió eladott példányszámmal büszkélkedhetnek.

## Számlista
Minden dalt Per Gessle írt, kivéve a "You Don't Understand Me" melyet Gessle és Desmond Child írtak; Minden dalt Gessle írt, kivéve a "You Don't Understand Me"  címűt, melyet Gessle és Child írt. A"Listen to Your Heart", "Spending My Time" és"She Doesn't Live Here Anymore" Gessle és Mats MP Persson írták.
| 1.    | June Afternoon                                                  | 4:15 |
| 2.    | You Don't Understand Me                                         | 4:28 |
| 3.    | The Look (from Look Sharp!, 1988)                               | 3:56 |
| 4.    | Dressed for Success (US Single Mix; from Look Sharp!)           | 4:11 |
| 5.    | Listen to Your Heart (Swedish Single Edit; from Look Sharp!)    | 5:14 |
| 6.    | Dangerous (Single Version; from Look Sharp!)                    | 3:48 |
| 7.    | It Must Have Been Love (from the Pretty Woman soundtrack, 1990) | 4:19 |
| 8.    | Joyride (Single Edit; from Joyride, 1991)                       | 4:02 |
| 9.    | Fading Like a Flower (Every Time You Leave Me) (from Joyride)   | 3:53 |
| 10.   | The Big L. (from Joyride)                                       | 4:28 |
| 11.   | Spending My Time (from Joyride)                                 | 4:38 |
| 12.   | How Do You Do! (from Tourism, 1992)                             | 3:12 |
| 13.   | Almost Unreal (from the Super Mario Bros. soundtrack, 1993)     | 3:59 |
| 14.   | Sleeping in My Car (Single Edit; from Crash! Boom! Bang!, 1994) | 3:33 |
| 15.   | Crash! Boom! Bang! (Single Edit; from Crash! Boom! Bang!)       | 4:25 |
| 16.   | Vulnerable (Single Version; from Crash! Boom! Bang!)            | 4:30 |
| 17.   | She Doesn't Live Here Anymore                                   | 4:03 |
| 18.   | I Don't Want to Get Hurt                                        | 4:17 |
| 75:11 |                                                                 |      |

| Don't Bore Us - Get to the Chorus! Roxette's Greatest Hits 2000 US release | Don't Bore Us - Get to the Chorus! Roxette's Greatest Hits 2000 US release | Don't Bore Us - Get to the Chorus! Roxette's Greatest Hits 2000 US release | Don't Bore Us - Get to the Chorus! Roxette's Greatest Hits 2000 US release | Don't Bore Us - Get to the Chorus! Roxette's Greatest Hits 2000 US release | Don't Bore Us - Get to the Chorus! Roxette's Greatest Hits 2000 US release | Don't Bore Us - Get to the Chorus! Roxette's Greatest Hits 2000 US release | Don't Bore Us - Get to the Chorus! Roxette's Greatest Hits 2000 US release | Don't Bore Us - Get to the Chorus! Roxette's Greatest Hits 2000 US release | Don't Bore Us - Get to the Chorus! Roxette's Greatest Hits 2000 US release |
| #                                                                          | Cím                                                                        | Hossz                                                                      |                                                                            |                                                                            |                                                                            |                                                                            |                                                                            |                                                                            |                                                                            |
| -------------------------------------------------------------------------- | -------------------------------------------------------------------------- | -------------------------------------------------------------------------- | -------------------------------------------------------------------------- | -------------------------------------------------------------------------- | -------------------------------------------------------------------------- | -------------------------------------------------------------------------- | -------------------------------------------------------------------------- | -------------------------------------------------------------------------- | -------------------------------------------------------------------------- |
| 1.                                                                         | Wish I Could Fly (from Have a Nice Day, 1999)                              | 4:40                                                                       |                                                                            |                                                                            |                                                                            |                                                                            |                                                                            |                                                                            |                                                                            |
| 2.                                                                         | Stars (from Have a Nice Day)                                               | 3:56                                                                       |                                                                            |                                                                            |                                                                            |                                                                            |                                                                            |                                                                            |                                                                            |
| 3.                                                                         | The Look                                                                   | 3:56                                                                       |                                                                            |                                                                            |                                                                            |                                                                            |                                                                            |                                                                            |                                                                            |
| 4.                                                                         | Dressed for Success (US Single Mix)                                        | 4:11                                                                       |                                                                            |                                                                            |                                                                            |                                                                            |                                                                            |                                                                            |                                                                            |
| 5.                                                                         | Listen to Your Heart (Swedish Single Edit)                                 | 5:13                                                                       |                                                                            |                                                                            |                                                                            |                                                                            |                                                                            |                                                                            |                                                                            |
| 6.                                                                         | Dangerous (Single Version)                                                 | 3:47                                                                       |                                                                            |                                                                            |                                                                            |                                                                            |                                                                            |                                                                            |                                                                            |
| 7.                                                                         | It Must Have Been Love                                                     | 4:18                                                                       |                                                                            |                                                                            |                                                                            |                                                                            |                                                                            |                                                                            |                                                                            |
| 8.                                                                         | Joyride (Single Edit)                                                      | 3:59                                                                       |                                                                            |                                                                            |                                                                            |                                                                            |                                                                            |                                                                            |                                                                            |
| 9.                                                                         | Fading Like a Flower (Every Time You Leave Me)                             | 3:51                                                                       |                                                                            |                                                                            |                                                                            |                                                                            |                                                                            |                                                                            |                                                                            |
| 10.                                                                        | Spending My Time                                                           | 4:36                                                                       |                                                                            |                                                                            |                                                                            |                                                                            |                                                                            |                                                                            |                                                                            |
| 11.                                                                        | Church of Your Heart (from Joyride, 1991)                                  | 3:16                                                                       |                                                                            |                                                                            |                                                                            |                                                                            |                                                                            |                                                                            |                                                                            |
| 12.                                                                        | How Do You Do!                                                             | 3:11                                                                       |                                                                            |                                                                            |                                                                            |                                                                            |                                                                            |                                                                            |                                                                            |
| 13.                                                                        | Almost Unreal                                                              | 3:57                                                                       |                                                                            |                                                                            |                                                                            |                                                                            |                                                                            |                                                                            |                                                                            |
| 14.                                                                        | Sleeping in My Car (Single Edit)                                           | 3:32                                                                       |                                                                            |                                                                            |                                                                            |                                                                            |                                                                            |                                                                            |                                                                            |
| 15.                                                                        | Crash! Boom! Bang! (Single Edit)                                           | 4:25                                                                       |                                                                            |                                                                            |                                                                            |                                                                            |                                                                            |                                                                            |                                                                            |
| 16.                                                                        | You Don't Understand Me                                                    | 4:27                                                                       |                                                                            |                                                                            |                                                                            |                                                                            |                                                                            |                                                                            |                                                                            |
| 65:15                                                                      |                                                                            |                                                                            |                                                                            |                                                                            |                                                                            |                                                                            |                                                                            |                                                                            |                                                                            |

## Slágerlista
| Slágerlista (1995–96)                 | Legjobb helyezések |
| ------------------------------------- | ------------------ |
| Ausztrália (ARIA)                     | 10                 |
| Ausztria (Ö3 Austria)                 | 4                  |
| Belgium (Ultratop Flanders)           | 4                  |
| Belgium (Ultratop Wallonia)           | 13                 |
| Kanada (RPM)                          |                    |
| Dánia (Hitlisten)                     | 3                  |
| Hollandia (Album Top 100)             | 12                 |
| European Albums (Billboard)           | 3                  |
| Finnország (Suromen virallinen lista) | 2                  |
| Franciaország (SNEP)                  | 20                 |
| Németország (Offizielle Top 100)      | 7                  |
| Magyarország (MAHASZ)                 | 30                 |
| Olaszország (FIMI)                    | 7                  |
| Írország (IRMA)                       | 5                  |
| Japán (Oricon)                        | 19                 |
| Új-Zéland (RMNZ)                      | 8                  |
| Norvégia (VG-lista)                   | 14                 |
| Portugália (AFP)                      | 1                  |
| Skócia (OCC)                          | 5                  |
| Spanyolország (Promúsicae)            | 7                  |
| Svédország (Sverigetopplistan)        | 2                  |
| Svájc (Schweizer Hitparade)           | 2                  |
| Egyesült Királyság (OCC)              | 5                  |

| Slágerlista (1995)          | Helyezések |
| --------------------------- | ---------- |
| Belgium (Ultratop Flanders) | 26         |
| Hollandia (MegaCharts)      | 64         |
| Németország (GfK)           | 98         |
| Olaszország (FIMI)          | 37         |
| Egyesült Királyság (OCC)    | 50         |
| Slágerlista (1996)          | Helyezés   |
| Ausztrália (ARIA)           | 35         |

## Minősítések
| Ország                          | Minősítés  | Eladások  |
| ------------------------------- | ---------- | --------- |
| Argentína (CAPIF)               | arany      | 30.000    |
| Ausztrália (ARIA)               | 2x platina | 140.000   |
| Ausztria IFPI Austria           | arany      | 25.000    |
| Belgium BEA                     | platina    | 50.406    |
| Brazília (Pro-Música Brasil)    | platina    | 250.000   |
| Kanada(Music Canada)            | platina    | 50.000    |
| Finnország ((Musiikkituottajat) | platina    | 45.149    |
| Németország (BVMI)              | platina    | 500.000   |
| Olaszország (FIMI)              | 2x platina | 200.000   |
| Japán (RIAJ)                    | platina    | 200.000   |
| Hollandia (NVPI)                | arany      | 50.000    |
| Új-Zéland (RMNZ)                | platina    | 15.000    |
| Lengyelország (ZPAV)            | platina    | 100.000   |
| Spanyolország (PROMUSICAE)      | 2x platina | 200.000   |
| Svédország (GLF)                | 3x platina | 300.000   |
| Svájc (IFPI Switzerland)        | platina    | 50.000    |
| Egyesült Királyság (BPI)        | platina    | 300.000   |
| Amerikai Egyesült Államok       |            | 78.000    |
| Világszerte                     |            | 6.000.000 |